# Thomas Pakenham, II conte di Longford
Thomas Pakenham, II conte di Longford (14 maggio 1774 – 28 maggio 1835), è stato un nobile irlandese.

## Biografia
Era il figlio maggiore di Edward Pakenham, II barone di Longford, e di sua moglie, Catherine Rowley, figlia di Hercules Rowley. Sua sorella, Catherine Pakenham, era la moglie del duca di Wellington. Era il fratello maggiore di sir Edward Pakenham, che servì sotto Wellington nella guerra peninsulare, e di sir Hercules Pakenham, tenente generale dell'esercito britannico e aiutante di campo di Guglielmo IV del Regno Unito.
Successe al padre alla baronia nel 1792 e due anni dopo successe a sua nonna, Elizabeth Pakenham, contessa di Longford, come conte di Longford.
Longford era uno dei 28 rappresentati irlandesi eletti al Parlamento prima dell'Unione, il 2 agosto 1800. Nel 1821 fu creato barone Silchester, nel Pari del Regno Unito, che ha dato ai suoi discendenti un posto nella Camera dei lord.

## Matrimonio
Sposò, il 23 gennaio 1817, Lady Georgiana Emma Charlotte Lygon (?-12 febbraio 1880), figlia di William Lygon, I conte Beauchamp. Ebbero otto figli:
- Edward Pakenham, III conte di Longford (30 ottobre 1817 - 27 marzo 1860);
- William Pakenham, IV conte di Longford (31 gennaio 1819 - 19 aprile 1887);
- Thomas Alexander Pakenham (3 marzo 1820 - 5 gennaio 1889), sposò Sophia Frances Sykes, ebbero sette figli;
- Charles Reginald Pakenham (21 settembre 1821 - 1 marzo 1857);
- reverendo Henry Robert Pakenham (26 settembre 1822 - 1856);
- Frederick Beauchamp Pakenham (25 settembre 1823 - 15 febbraio 1901);
- Lady Georgina Sophia Pakenham (1828 - 26 marzo 1909), sposò William Cecil, III marchese di Exeter;
- Sir Francis John Pakenham (29 febbraio 1832 - 29 gennaio 1905), sposò Caroline Matilda Ward, non ebbero figli.

## Morte
Morì il 28 maggio 1835, all'età di 61 anni.